# Chanson triste
Chanson triste är en svensk stumfilm från 1917 i regi av Konrad Tallroth och med manus av Hanna Bernburg. I rollerna ses Nicolay Johannsen, Edith Erastoff, William Larsson och Elin Markman.

## Om filmen
Inspelningen ägde rum 1916 i AB Svenska Biografteaterns ateljéer på Lidingö med Ragnar Westfelt som fotograf. Filmen premiärvisades den 11 juni 1917 på biograf Regina i Stockholm. Recensenterna ansåg filmen vara i enklaste laget, men berömde skådespelarinsatserna.

## Handling
William Dennison är spelmissbrukare och förlorar på grund av detta sin hustru Leonora. Efter tio år återförenas de.

## Rollista
- Nicolay Johannsen	– William Dennison, godsägare
- Edith Erastoff – Leonora Dennison, Williams hustru
- William Larsson – Leonard Angelot, violinvirtuos
- Elin Markman – Dolly, Leonoras dotter med Angelot